# Veldsprinkhanen
Veldsprinkhanen (Acrididae) zijn een familie van rechtvleugelige insecten die behoren tot de kortsprietigen.

## Kenmerken
De veldsprinkhanen zijn allemaal typische sprinkhanen met een gepantserd lichaam, zeer goed ontwikkelde achterpoten, meestal duidelijke vleugels en korte antennes. De gehoororganen zitten aan weerszijden van het eerste achterlijfssegment, vlak boven de dijen van de achterpoten. In tegenstelling tot de sabelsprinkhanen (Tettigonidae) hebben de vrouwtjes geen duidelijk zichtbare legbuis. Sommige soorten hebben felle kleuren op lichaam en vleugels om vijanden af te schrikken. Tsjirpen doen ze door met hun achterdijen langs de voorvleugels te wrijven, die gaan trillen en het geluid maken. Ze worden 1 tot 8 cm lang, 2 gram zwaar en 3 tot 6 maanden oud.

## Leefwijze
Vrijwel alle soorten zijn goed gecamoufleerd en de meeste eten grassen, hoewel er ook tamelijk veel soorten zijn die andere planten eten. Enkele soorten produceren bijtende stoffen. Zelf dienen ze als voedsel voor parasitaire wespen en vliegen, keverlarven, vogels en reptielen.

## Voortplanting
Mannetjes zingen overdag om de meestal grotere vrouwtjes te lokken. Het mannetje gaat tijdens de paring boven op het vrouwtje zitten. De paring zelf duurt een uur, maar het mannetje blijft soms meer dan een dag op het vrouwtje zitten om rivalen te weren. In de nazomer boort het vrouwtje een aantal keer een gat in de grond en zet daarin telkens 10 tot 100 eieren af, beschermd door een schuimlaag, die na 10 à 20 dagen of de volgende lente uitkomen. Na enige tijd zijn de jonge sprinkhanen (nimfen) volwassen.

## Verspreiding en leefgebied
In West-Europa behoren een flink aantal soorten tot deze familie, maar de soortenrijkdom is groter in de tropen en subtropen. De beruchte treksprinkhanen, waaronder de woestijnsprinkhaan van Afrika en zuidwest Azië, behoren ook tot de veldsprinkhanen. Er zijn duizenden soorten die een wereldwijde verspreiding hebben.

### Nederland en België
Onderstaand enkele bekendere soorten die in Nederland en België voorkomen:
- Blauwvleugelsprinkhaan (Oedipoda caerulescens)
- Brommer (Stenobothrus nigromaculatus)
- Bruin schavertje (Omocestus haemorrhoidalis)
- Bruine sprinkhaan (Chorthippus brunneus)
- Costa's rosevleugel (Calliptamus barbarus)
- Egyptische sprinkhaan (Anacridium aegyptium)
- Europese treksprinkhaan (Locusta migratoria)
- Franse prairiesprinkhaan (Euchorthippus declivus)
- Gele prairiesprinkhaan (Euchorthippus pulvinatus)
- Gouden sprinkhaan (Chrysochraon dispar)
- Kiezelsprinkhaan (Sphingonotus caerulans)
- Klappersprinkhaan (Psophus stridulus)
- Kleine goudsprinkhaan (Euthystira brachyptera)
- Knopsprietje (Myrmeleotettix maculatus)
- Krasser (Chorthippus parallelus)
- Kustsprinkhaan (Chorthippus albomarginatus)
- Locomotiefje (Chrothippus apricarius)
- Moerassprinkhaan (Stethophyma grossum)
- Zwart wekkertje (Omocestus rufipes)
- Ratelaar (Chorthippus biguttulus)
- Roodvleugelsprinkhaan (Oedipoda germanica)
- Rosevleugel (Calliptamus italicus)
- Rosse sprinkhaan (Chomphocerippus rufus)
- Schavertje (Stenobothrus stigmaticus)
- Snortikker (Chorthippus mollis)
- Steppesprinkhaan (Chorthippus vagans)
- Weidesprinkhaan (Chorthippus dorsatus)
- Wekkertje (Omocestus viridulus)
- Woestijnsprinkhaan (Schistocerca gregaria)
- Zoemertje (Stenobothrus lineatus)
- Zompsprinkhaan (Chorthippus montanus)

## Plaag
Deze dieren kunnen een enorme schade aanrichten aan landbouwgewassen. Sommige soorten als de treksprinkhaan, vormen grote zwermen, die onderweg complete oogsten kunnen verwoesten.